# خانه سید محسن نجاتی
خانه آقای سید محسن نجاتی در شهرستان فومن، شهرک تاریخی ماسوله واقع شده و این اثر در تاریخ ۲۵ اسفند ۱۳۸۰ با شمارهٔ ثبت ۵۳۸۸ به‌عنوان یکی از آثار ملی ایران به ثبت رسیده است.